# Soggetto di diritto
Un soggetto di diritto indica un soggetto passibile di essere titolare di rapporti giuridici attivi e/o passivi. Il primo a delineare il concetto di persona fisica, con l'uso di tale espressione, fu Sinibaldo Fieschi, nell'opera Commentario al Liber Extra.

## Descrizione
La soggettività giuridica è correlata alla capacità giuridica, intesa come idoneità a essere titolare di diritti e doveri o più in generale di situazioni giuridiche soggettive. Tuttavia, una diffusa teoria vede una forma di soggettività giuridica, seppur di grado minore, anche in quei casi in cui l'ordinamento attribuisce a un'entità la titolarità di certe situazioni giuridiche soggettive, come quando gli riconosce una certa autonomia patrimoniale, ossia la separazione, anche se non completa, tra il patrimonio a essa riferibile e quello di altre entità.
Non è invece essenziale alla soggettività giuridica la capacità di agire, intesa come idoneità di un soggetto giuridico a porre in essere atti giuridici validi. Possono esserci, infatti, soggetti di diritto privi di capacità di agire, sicché per essi gli atti giuridici devono essere posti in essere da altri soggetti (si pensi ai figli minorenni per i quali agiscono, di regola, i genitori). Va rilevato che l'ordinamento giuridico preesiste ai soggetti di diritto, nel senso che è l'ordinamento stesso a stabilire quali sono gli esseri o le entità del mondo reale cui è attribuita la soggettività.

## Tipologie

### Persone fisiche
In tutti gli ordinamenti statali la soggettività giuridica è riconosciuta all'essere umano in quanto persona fisica; tuttavia, negli ordinamenti del passato esistevano esseri umani ai quali non era attribuita alcuna soggettività giuridica: gli schiavi. La soggettività giuridica delle persone fisiche non è, invece, sempre presente negli ordinamenti diversi da quelli statali: ad esempio, nel diritto internazionale sono per definizione soggetti di diritto gli stati e le organizzazioni internazionali, ma non le persone fisiche. Tuttavia, esiste anche un ordinamento giuridico internazionale derivato da quello degli Stati sovrani, del quale il diritto internazionale in senso proprio è soltanto una componente.
Un possibile esempio di soggettività è il ricorso di un gruppo di privati cittadini alla Corte penale internazionale avverso l'autorità statale o un Capo di Stato, di cui fu un precedente storico del Tribunale penale internazionale per l'ex-Jugoslavia. La soggettività della persona fisica di norma ha inizio con la sua nascita e cessa alla sua morte. Esiste un diritto successorio e il cosiddetto "diritto della vedova" i cui effetti scaturiscono dalla soggettività giuridica della persona fisica, ma si estendono agli eredi e ai discendenti legittimi, oltre la morte del corpo.
Nascita e morte sono entrambi fatti naturali, in quanto eventi biologici, ma l'ordinamento può stabilire il momento esatto in cui si considerano accaduti; la morte, inoltre, può essere presunta in caso di protratta assenza, accertata con le modalità stabilite dall'ordinamento.
L'ordinamento può attribuire la titolarità di alcune situazioni giuridiche soggettive al nascituro o concepito, condizionandole al fatto che nasca, sicché prima della nascita tali situazioni giuridiche sono solo potenziali. Ciò esclude che si possa parlare, in questi casi, di capacità giuridica del concepito; è invece controverso se si tratti di una forma di soggettività giuridica, seppur imperfetta.

### Persone giuridiche
Possono essere soggetti di diritto anche le persone giuridiche (o, secondo una vecchia terminologia, enti morali), complessi organizzati di persone e di beni ai quali l'ordinamento giuridico attribuisce la capacità giuridica.
La persona giuridica è costituita da:
- un elemento materiale (o substrato sostanziale) che può a sua volta consistere in un insieme di individui (nelle corporazioni) o un patrimonio (nelle fondazioni) ordinati a uno scopo;
- un elemento formale, il riconoscimento. Questo può essere attribuito dall'ordinamento:
  - con una norma generale che riconosce tutte le persone giuridiche in possesso di determinati requisiti;
  - con una norma posta appositamente per una determinata persona giuridica;
  - con un apposito provvedimento, posto in essere per una determinata persona giuridica.

In generale la capacità giuridica riconosciuta alla persona giuridica (personalità giuridica) è meno estesa di quella riconosciuta alla persona fisica, poiché la persona giuridica non può essere parte di quei rapporti giuridici che, per loro natura, possono intercorrere solo tra persone fisiche (l'esempio tipico è rappresentato dai rapporti familiari).
Le persone giuridiche hanno un'organizzazione, con una struttura organizzativa articolata in uffici; tra gli uffici si distinguono quelli che hanno come titolari (o, secondo altra ricostruzione teorica, sono) organi della persona giuridica e compiono gli atti giuridici imputati alla stessa. Un'organizzazione, tuttavia, è posseduta anche da altri enti, privi dell'elemento formale del riconoscimento: se l'ordinamento attribuisce a questi enti la titolarità di situazioni giuridiche soggettive, secondo la teoria sopra ricordata si deve ritenere che essi, pur non essendo persone giuridiche, posseggano comunque una loro soggettività giuridica. Anche gli enti privi di personalità giuridica hanno "organi" che, tuttavia, secondo la prevalente dottrina, vanno tenuti distinti dagli organi propriamente detti, delle persone giuridiche, in quanto non imputano all'ente gli atti giuridici compiuti ma solamente il risultato della loro attività; per distinguerli Massimo Severo Giannini li denomina officia.

## Elementi di riconoscimento
Sono elementi indicativi del riconoscimento:
- il principio dell'Home country control, vale a dire del reciproco riconoscimento delle autorità pubbliche nazionali degli Stati membri dell'UE, ovvero esteso da specifici accordi bilaterali fra Stati sovrani o in conseguenza della comune e mutua appartenenza degli Stati a un'organizzazione internazionale: norme penali che perseguono un reato commesso in territorio estero:
  - il rilascio di un titolo abilitante automaticamente riconosciuto al di fuori dei confini nazionali, che qualifica il singolo come soggetto di diritti in molteplici ordinamenti nazionali;
  - il copyright di un brevetto internazionale depositato;
- un trattato commerciale del OMC (Organizzazione mondiale del commercio dell'ONU ) che, in tema di obiettivi di sviluppo sostenibile e di responsabilità sociale d'impresa[2], a seguito di istanze presentate per la garanzia di diritti e la tutela di (portatori di) interessi legittimi, riconosce la competenza delle autorità giudicanti e amministrative degli Stati membri nei confronti delle persone giuridiche di diritto estero, a dichiarare nulle e disapplicare le clausole contrattuali che obbligano a demandare le eventuali controversie a un foro competente extranazionale, ovvero le legittima in casi specifici a interpretare i trattati e stabilire deroghe con l'imposizione di obblighi, divieti e sanzioni per singoli soggetti (non universalmente valide come le leggi)[3].

## Negli ordinamenti statali
Negli ordinamenti statali odierni sono soggetti di diritto:
- le persone fisiche;
- le persone giuridiche private, tra cui si annoverano le associazioni e le fondazioni riconosciute nonché le società per azioni e le altre società commerciali dotate di personalità giuridica;
- le organizzazioni private che, pur non essendo persone giuridiche, possiedono, secondo la sopra ricordata teoria, soggettività giuridica, quali le società di persone (che, tuttavia, in certi ordinamenti, ad esempio in Francia e in Brasile, hanno la personalità giuridica) e, nell'ordinamento italiano, le associazioni non riconosciute e i comitati;
- le persone giuridiche pubbliche, ossia lo stato (anche se, in alcuni ordinamenti, ad esempio quello britannico, non è una persona giuridica unitaria ma un insieme di soggetti) e gli altri enti pubblici;
- le organizzazioni pubbliche, prive di personalità giuridica e parti di un ente pubblico più ampio, alle quali l'ordinamento riconosce una certa autonomia, sicché si possono considerare, secondo la sopra ricordata teoria, dotate di soggettività giuridica.

Casi particolari:
A questi vanno poi aggiunti casi specifici di soggettività giuridica presenti in certi ordinamenti: ad esempio, vi sono ordinamenti (come quello inglese) dove è possibile citare in giudizio una nave.
Alcuni gruppi e movimenti chiedono l'estensione della soggettività giuridica a esseri o entità come gli animali, l'embrione umano o la famiglia. In richieste di questo tipo la soggettività giuridica è presa in considerazione più sul piano simbolico che su quello tecnico-giuridico; infatti, non è di per sé condizione necessaria per assicurare una tutela giuridica: l'ordinamento può benissimo tutelare, anche in modo molto incisivo, un essere o un'entità senza per questo riconoscergli la soggettività giuridica. Tale riconoscimento non implica un giudizio di valore ma semplicemente una scelta dettata da ragioni di convenienza.

## Nel diritto internazionale
Sono soggetti del diritto internazionale:
- gli Stati, sempre che siano indipendenti all'esterno e sovrani all'interno[4] (il termine stato è qui usato nell'accezione di stato-organizzazione: l'insieme dei governanti e degli apparati di governo);
- la Santa Sede (da non confondersi con lo Stato della Città del Vaticano né con la Chiesa cattolica);
- le confederazioni di stati, se gli stati aderenti hanno scelto di conferirgli la soggettività internazionale;
- le organizzazioni internazionali;
- gli insorti,
- i Movimenti di liberazione nazionale che esercitano di fatto il controllo su di un territorio e una popolazione, in luogo dello stato che ha la sovranità formale.

La soggettività internazionale di altri enti è, invece, controversa: parte della dottrina e gran parte della comunità internazionale la riconosce al Sovrano Militare Ordine di Malta, mentre la maggioranza della dottrina la esclude per i popoli in sé e per le organizzazioni non governative.

### Principio di effettività
La soggettività internazionale degli stati - i soggetti più importanti del diritto internazionale - non deriva da un atto di riconoscimento ma direttamente dall'ordinamento il quale, conformemente al principio di effettività, si limita a prendere atto dell'esistenza, in via di fatto, di uno Stato, attribuendogli automaticamente la soggettività. In particolare, secondo l'art. 1 della Convenzione di Montevideo, sottoscritta nel 1933, uno Stato è soggetto di diritto internazionale per il solo fatto di possedere:
- una popolazione permanente;
- un territorio definito;
- un governo (nel senso di un potere di governo esercitato in modo esclusivo);
- la capacità di intrattenere rapporti con altri stati.

Conseguentemente l'art. 3 della Convenzione chiarisce che: "L'esistenza politica di uno Stato è indipendente dal riconoscimento degli altri Stati", mentre in passato si riteneva che fosse tale riconoscimento a far sorgere la soggettività internazionale di uno stato. Oggi, dunque, il riconoscimento degli altri stati non ha più valore giuridico ma solo politico.

## In economia
Il soggetto giuridico di un'azienda, si configura come il soggetto a cui fanno capo gli effetti giuridici conseguenti allo svolgimento dell'attività aziendale. 
Il soggetto giuridico non è l'azienda stessa. Il nostro Codice Civile, infatti, non riconosce allo strumento azienda soggettività giuridica. Esso va ricercato altrove e, in particolare, nel titolare. Il titolare può essere una persona fisica o una società. Le principali imprese sono:
- impresa individuale, rappresentata dall'imprenditore stesso;
- società di persone:
  - S.n.c. rappresentata dai soci stessi
  - S.a.s. rappresentata dai soci accomandatari
- società di capitale:
  - S.p.a. rappresentata dalla società stessa
  - S.a.p.a. rappresentata dalla società stessa più i soci accomandatari
  - S.r.l. rappresentata dalla società stessa